# Піщанський район (Черкаська округа)
Піща́нський райо́н — адміністративно-територіальна одиниця УСРР з центром у селі Піщане, утворена 7 березня 1923 у складі Золотоніської округи з Піщанської та Прохорівської волостей Золотоніського повіту Полтавської губернії. Охоплював 10 сільрад. Займав площу 453 версти² з населенням 38 346 осіб.
За даними на 7 вересня 1923 року населення району становило 31 180 осіб.
10 червня 1925 року район віднесено до Черкаської округи.